# دریاچه سادیارو
دریاچه سادیارو (به استونیایی: Saadjärv) دریاچه‌ای در شهرستان‌های یوگوا و تارتو در کشور استونی است.
مساحت این دریاچه ۷٫۰۸ کیلومتر مربع است و عمق آن از ۸ تا ۲۵ متر متغیر است.